# Sven Krokström
Sven Krokström (ur. 2 maja 1895, zm. 31 sierpnia 1971) – szwedzki lekkoatleta.

## Kariera
Na Letnich Igrzyskach Olimpijskich 1920 brał udział w trzech konkurencjach. W konkurencji biegu na 200 m odpadł w ćwierćfinale (5. miejsce w swej grupie), konkurs biegu na 400 m zakończył w fazie eliminacji (3. miejsce w grupie), natomiast sztafeta 4 × 400 m z jego udziałem zajęła w finale zmagań 5. miejsce.